# Шумахов Сольман Даутович
Сольман Даутович Шумахов (1903, аул Ерсакон Терської області, тепер Адиге-Хабльського району Карачаєво-Черкесії, Російська Федерація — розстріляний 1942, тепер Карачаєво-Черкесія, Російська Федерація) — радянський діяч, голова виконавчого комітету Черкеської обласної ради депутатів трудящих. Депутат Верховної Ради СРСР 1-го скликання (1937—1942).

## Біографія
Народився в селянській родині.
У 1929—1932 роках — слухач Ростовської радянсько-партійної школи.
Член ВКП(б).
Організатор колгоспів в аулах Жако і Ерсакон. У 1933—1934 роках брав участь у боротьбі з повстанцями в черкеських аулах.
У 1933—1937 роках — голова колгоспу; голова виконавчого комітету районної ради в Черкеській автономній області; начальник Черкеського обласного фінансового управління.
У 1937—1940 роках — голова виконавчого комітету Черкеської обласної ради.
У 1940—1942 роках — директор цегельного заводу, директор маслосирзаводу в аулі Ерсакон Черкеської автономної області.
Під час німецької окупації у 1942 році воював у складі радянського партизанського загону. Виданий німецькій владі. Розстріляний у грудні 1942 року в Черкеському гестапо.